# Plateau Central
Plateau central ist eine von 13 Regionen, in die der westafrikanische Staat Burkina Faso administrativ aufgeteilt ist. Hauptstadt ist Ziniaré. Die zentral liegende Region umfasst die Provinzen Ganzourgou, Kourwéogo und Oubritenga. Auf 8545 km² Fläche leben 977.510 Einwohner (November 2019). Gouverneurin der im Jahre 2001 geschaffenen Region ist Ruth Yaméogo. Die Region liegt nördlich der Hauptstadt Ouagadougou und umfasst das hauptsächlich von Mossi bewohnte Zentralplateau.
In Plateau central befinden sich die vier fôrets classées Gonsé, Nakambé, Bissga und Wayen. Die Mehrheit der Bevölkerung ist muslimisch und lebt von der Landwirtschaft. Von touristischer Bedeutung sind der Skulpturenpark von Laongo, Sculptures de Laongo, und das Musée de Manéga.
Koordinaten: 12° 36′ N, 1° 18′ W